# Friðrik Þór Friðriksson

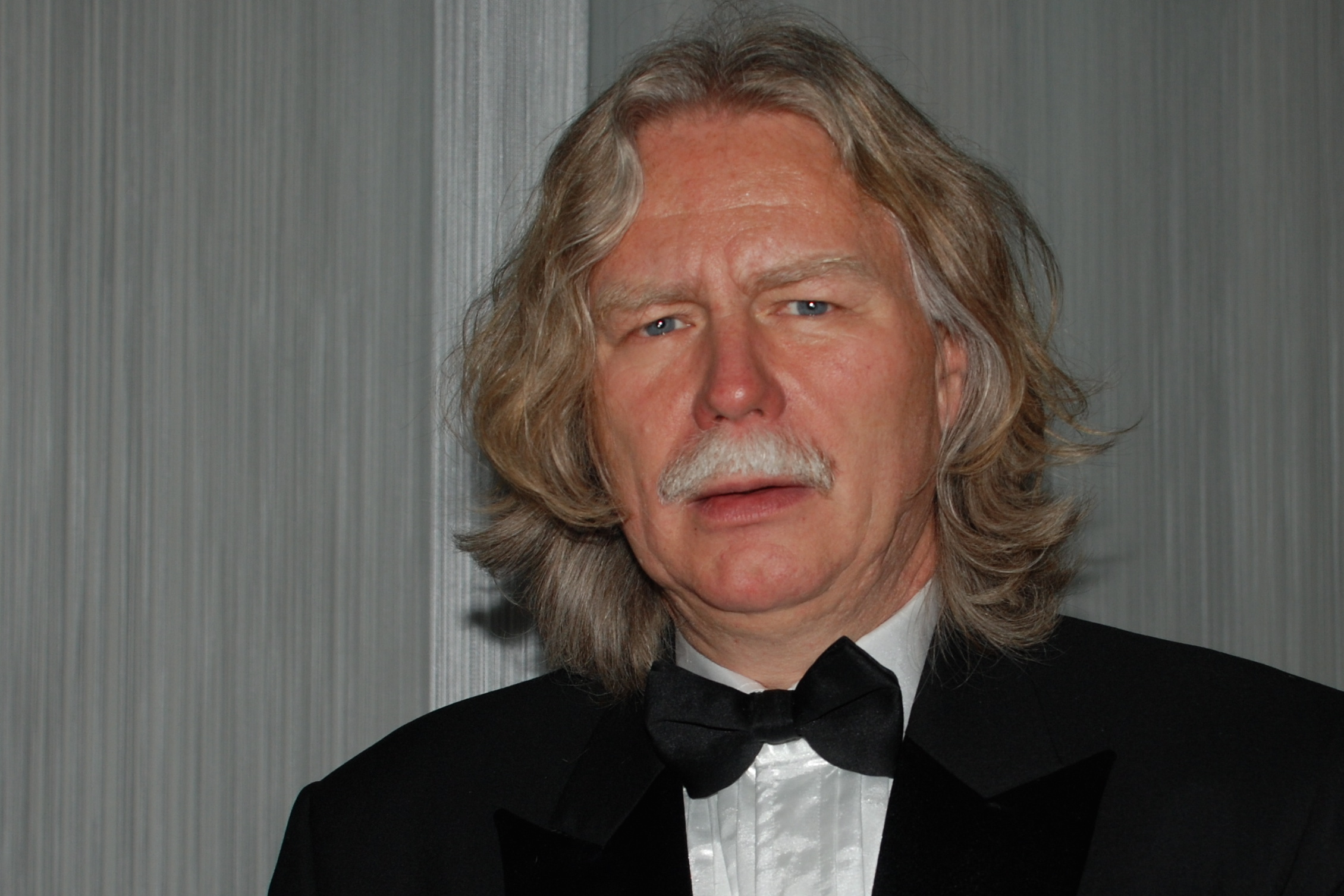
Friðrik Þór Friðriksson im November 2007

Friðrik Þór Friðriksson (auch Fridrik Thor Fridriksson; * 12. Mai 1954 in Reykjavík) ist ein isländischer Filmregisseur und Filmemacher.

## Leben und Karriere
Im Ausland wurde er durch seinen Film Children of Nature – Eine Reise bekannt, der 1992 für den Oscar nominiert wurde. Weitere Filme von ihm sind Cold Fever, Movie Days, Die Teufelsinsel (nach dem Roman von Einar Kárason) und Engel des Universums (nach der Vorlage Einar Már Guðmundssons).
Der Regisseur hat sich immer für Film interessiert, obwohl er keine Filmschule besucht hat. Er machte bereits mit 14 Jahren seinen ersten 8-mm-Film und drehte in der Schule 16-mm-Amateur-Experimentalfilme. 1973 gründete er zusammen mit Freunden den ersten isländischen Filmklub in einem alten, heruntergekommenen Kino (Fjallakötturinn, Bergkatze). Dort zeigten sie sowohl Klassiker als auch moderne Kunstfilme. Er wählte genau die Filme aus, die ihn selbst besonders interessierten, sozusagen in pädagogischer Absicht. Mit den Einnahmen wurden eine richtige Filmkamera und ein Schneidetisch finanziert.
Friðrik Þór hat wie kaum ein Zweiter die isländische Filmszene geprägt. 1978 gründete er das Reykjavík Filmfestival und war dessen erster Leiter. Jedes Jahr im September oder Oktober werden über mehrere Wochen aktuelle Filme gezeigt, nicht nur nordische Produktionen, sondern auch internationale Filme. Als Preis wird der Edda-Award vergeben. Seit 1980 gibt er die erste isländische Filmzeitschrift heraus. Den Verlag Svart á hvítu, der Publikationen rund um Kunst und Kultur erstellt, hat er ebenfalls mitgegründet.
Mit Geld aus seinen erfolgreichen Filmen und staatlicher Unterstützung gründete er die „Icelandic Film Corporation“, um die aufblühende isländische Filmszene zu unterstützen. Es wird ihm nachgesagt, dass er besonders geschickt sei, die finanziellen Ressourcen für Produktionen zusammenzukratzen. Und obwohl er so etwas wie der isländische Filmmogul ist, unterstützt er trotzdem seinen Erzrivalen Hrafn Gunnlaugsson.
Friðrik Þór ist mit Einar Már Guðmundsson und Einar Kárason aufgewachsen und zur Schule gegangen, beide heute international bekannte Schriftsteller. Sie alle sind Geschichtenerzähler. Dabei verbinden sie die Liebe zu ihrer Heimat (inklusive des Elfenglaubens) mit ihren Erinnerungen und genauen Beobachtungen.
Seine ersten kleineren Filme Saga of Burnt Njal (1980), Blacksmith (1981), Rock in Reykjavík (1982) und Hringurinn (Die Ringstraße, 1985) wurden kaum außerhalb von Island gewürdigt. Sein erster großer Film, Weiße Wale (1987, Drehbuch Einar Kárason), handelt von zwei Walfängern und deren Problemen. Dieser Film wurde in Deutschland unter anderem auf den Nordischen Filmtagen in Lübeck gezeigt. Der zweite Film, Children of Nature – Eine Reise (1991, Drehbuch Einar Már Guðmundsson), war gleich ein durchschlagender Erfolg und wurde als bester ausländischer Film für den Oscar nominiert. Der Film gewann den Preis zwar nicht, aber durch die Aufmerksamkeit und die Einnahmen aus dem Film über zwei Ausreißer aus einem Altersheim war der Grundstock für das weitere Wirken gelegt.
Es folgten Movie Days 1994 (Drehbuch Einar Már Guðmundsson), Cold Fever (1995, Drehbuch Jim Stark) und Devil’s Island (1996, Drehbuch Einar Már basierend auf einer Vorlage von Einar Kárason), die nicht unbedingt erfolgreich waren. In den nächsten Jahren widmete er sich der Produktion vieler kleiner Filme, bis er 2000 mit Engel des Universums wieder großen Erfolg hatte. In dem Film nach dem Roman von Einar Már Guðmundsson, der auch das Drehbuch verfasste, geht es um Menschen mit Geisteskrankheiten und deren Leben im modernen Island. 2000 drehte er auch den Kurzfilm On Top Down Under. Als Mitproduzent von Lars von Triers Dancer in the Dark (2000), in dem Björk die Hauptrolle innehatte, sowie vielen anderen kleineren Filmen verfilmte er dann 2002 Islandfalken (Drehbuch zusammen mit Einar Kárason), der durchaus als eine Replik an Hrafnn Gunnlaugssons „Falken“-Filme gesehen werden kann.
Er ist selbst Thema eines Dokumentarfilms, den der deutsche Filmemacher Alexander Bohr 1999 gedreht hat: „Der Blick des Wikingers – Das magische Kino des Fridrik Thor Fridriksson“.
In Lars von Triers Film The Boss of It All wirkt Friðrik Þór als Schauspieler in der Rolle des isländischen Investors Finnur mit.

## Auszeichnungen
2022 wurde Friðrik Þór Friðriksson mit dem Ehrenpreis der 64. Nordischen Filmtage Lübeck ausgezeichnet. In einer Hommage wurden fünf seiner Filme gezeigt.

## Filmografie

### Regisseur
- 1980: Brennu Njáls saga
- 1981: Eldsmiðurinn
- 1982: Rock in Reykjavík (Rokk í Reykjavík)
- 1984: Icelandic cowboys (Kúrekar norðursins)
- 1985: Hringurinn
- 1987: Weiße Wale (Skytturnar)
- 1991: Children of Nature – Eine Reise (Börn náttúrunnar)
- 1994: Movie Days (Bíódagar)
- 1995: Cold Fever (Á köldum klaka)
- 1996: Devil’s Island (Djöflaeyjan)
- 2000: On Top Down Under (Kurzfilm)
- 2000: Engel des Universums (Englar alheimsins)
- 2002: Islandfalken (Fálkar)
- 2004: Niceland (Population. 1.000.002) (Næsland)
- 2009: Sólskinsdrengurinn (Dokumentarfilm)
- 2010: Mamma Gógó

### Schauspieler
- 2006: The Boss of It All (Direktøren for det hele) (Regie Lars von Trier)

### Produktion (Auswahl)
- 1995: Einkalíf (Regie Þráinn Bertelsson)
- 1997: Blossi/810551 (Regie Júlíus Kemp)
- 1997: Stikkfrí (Regie Ari Kristinsson)
- 1998: Vildspor (mit Henrik Danstrup, Peter Aalbæk Jensen; Regie Simon Staho)
- 1999: Myrkrahöfðinginn (mit Bo Jonsson, Egil Ødegård; Regie Hrafn Gunnlaugsson)
- 2000: Fíaskó (mit Skuli Fr. Malmquist, Thor Sigurjonsson; Regie Ragnar Bragason)
- 2000: Óskabörn þjóðarinnar (Regie Jóhann Sigmarsson)
- 2000: Ikíngut (Executive Producer; Regie Gísli Snær Erlingsson)
- 2001: Virgil Bliss (Executive Producer, mit Thierry Cagianut und Matthew Myers; Regie Joe Maggio)
- 2004: Kaldaljós (mit Anna María Karlsdóttir; Regie: Hilmar Oddsson)
- 2004: The Wager (Executive Producer, mit Petter J. Borgli; Regie Sigur-Björn)
- 2005: Beowulf & Grendel (Executive Producer, mit Peter James, Alex Marshall, James Simpson, James D. Stern; Regie Sturla Gunnarsson)
- 2008: Reykjavík – Rotterdam (Executive Producer, mit Lilja Pálmadóttir; Regie Óskar Jónasson)
- 2013: Von Menschen und Pferden (Hross í oss) (Regie Benedikt Erlingsson)